# Bestatine
La bestatine, ou ubénimex, est un inhibiteur de protéase issue de Streptomyces olivoreticuli. Il s'agit d'un inhibiteur de l'aminopeptidase B (EC 3.4.11.6), de la leucotriène A4 hydrolase (EC 3.3.2.6) et de l'alanine aminopeptidase (EC 3.4.11.2). Elle est étudiée expérimentalement pour le traitement de la leucémie aiguë myéloblastique.

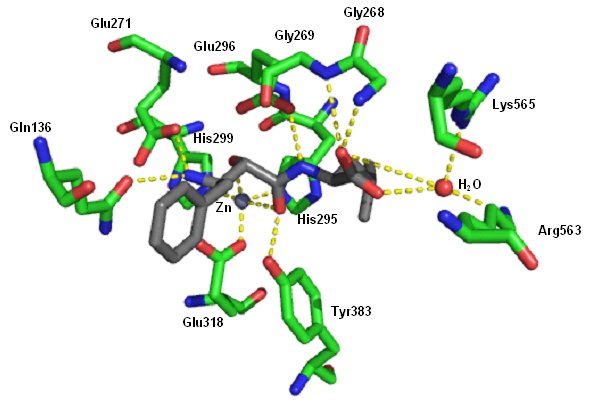
Structure du site de liaison de la bestatine à la leucotriène A_{4} hydrolase.